# Teoría de la síntesis abiótica

## Teoría de la síntesis abiótica
La primera hipótesis sobre el origen de la vida en la Tierra fue formulada por el bioquímico ruso Alexander Oparin (1894-1988) y por el inglés John Burdon Sanderson Haldane (1892-1964), los dos trabajaban de forma separada. Oparin expuso sus propuestas sobre el origen de la vida en 1922 y fueron publicadas en 1924, pero la obra fue traducida al inglés ya en 1938. Haldane no era consciente del trabajo de Oparin y publicó ideas muy parecidas en 1929. En 1963, Haldane reconoció de buena forma la prioridad de Oparin en la publicación de la teoría. El científico inglés, después de la publicación de sus ideas sobre el origen de la vida, prestó más atención a otros campos de la ciencia. Oparin, en cambio, insistió en el desarrollo de la teoría. La idea de Oparin y Haldane se basaba en que la atmósfera primitiva era muy diferente de la actual; entre otras cosas, la energía abundaba en el joven planeta.
La acción de los diferentes tipos de energía provocó que, a partir de la materia de la atmósfera secundaria se sintetizaran abiótica-mente (procesos físico-químicos) en el medio acuático, moléculas sencillas o monómeros de compuestos orgánicos (aminoácidos, monosacáridos, ácidos grasos y bases nitrogenadas) cuya concentración en los mares formaron el "caldo primitivo".
Estas subunidades estructuraron por polimerización las macromoléculas orgánicas: los monosacáridos crearon los carbohidratos, éstos junto con las bases nitrogenadas hicieron los nucleótidos; los ácidos grasos formaron los lípidos, finalmente los aminoácidos crearon los polipéptidos y proteínas. Al incrementarse su producción los compuestos orgánicos se acumularon en forma acelerada en esta sopa; la concentración que hubo en zonas poco profundas tuvo como consecuencia la formación de moléculas coloidales de un mayor tamaño y a su vez de una estructura compleja, compuestas de mezclas de proteínas, carbohidratos y alguna molécula precursora de los ácidos nucleicos.

## Experimentos que apoyaron la síntesis abiótica

### Juan Oró
En 1959, Juan Oró obtuvo (además de aminoácidos), moléculas de adenina a partir de una solución de cianuro de Hidrógeno con amoniaco. Se demostró que de la reacción entre el cianuro de Hidrógeno, el cianógeno y el cianoacetileno, podían obtenerse las otras bases de los ácidos nucleicos.

### Sidney W. Fox
Sidney W. Fox obtuvo por síntesis abiótica unas pequeñas gotas del tamaño de una célula bacteriana, a los que llamó microesférulas, formadas por agregados  de proteinoides que obtuvieron su origen al polimerizarse los aminoácidos por efectos del calor.
Poseen propiedades osmóticas, disponen de una membrana semipermeable, pueden dividirse de la combinación de 2 se obtiene otra con características diferentes. Sostiene que las células pudieron haberse formado por evolución de sistemas moleculares como las microesférulas.

### Alfonso Luis Herrera
Alfonso Luis Herrera fue un investigador mexicano muy reconocido en Europa y fundador de la Biología en México, que de 1897 a 1942 realizó importantes experimentos sobre los procesos del origen de las células. Empleó sustancias acuosas de sulfocianuro de amonio (tiocianato de amonio) y formaldehído de donde obtuvo la formación de microestructuras coloidales, que fueron bautizadas por él como sulfobios que tenían un alto peso molecular y organismo semejante a la de las células; de la mezcla de aceite de oliva, gasolina y gotas de hidróxido de sodio obtuvo los colpoides, cuya organización simulaba a los protozoarios.
Sugería que si la vida se originó en la Tierra, la ciencia debía de encargarse de reconstruir el proceso físico-químico de tan importante acontecimiento, para ello propuso la creación de la ciencia, a la que él llamó  plasmogenia .